# 祝昌寺
祝昌寺（しゅくしょうじ）は、群馬県前橋市西善町にある曹洞宗の寺院である。

## 歴史

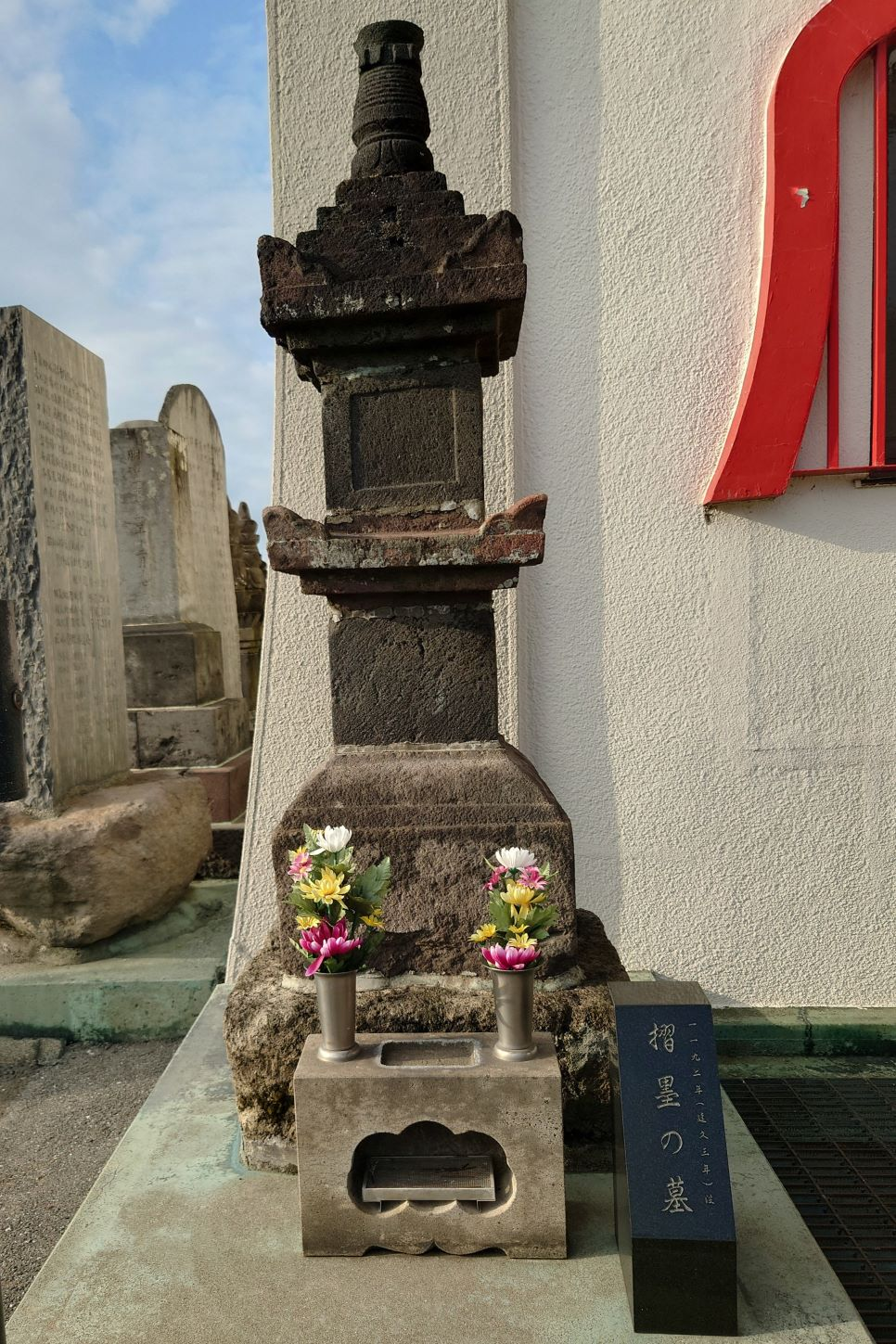
伝・摺墨の墓

大同年間の創建との説があるがはっきりしない。
永正3年（1506年）、享禄年間（1528年 - 1532年）または大永年間（1521年 - 1528年）に橋林寺3世・輪叟正勗によって開山された。開基は長野氏と伝わる。
江戸時代には寺領21石を幕府から与えられた。
平成17年（2005年）に開創五百年を迎え、文殊堂の改築、庫裏の新築、庭園の整備をした。境内には、鎌倉時代の武将梶原景時が源頼朝より譲られたと伝えられる名馬「摺墨（磨墨）」の墓碑や平成観音が鎮座している。
『上毛国風土記』には、源頼朝の白馬を葬った地に建てられた寺なので、かつては「畜生寺」と呼ばれたとされる伝承が載せられている。